# Telepathe
Telepathe ist eine seit 2006 bestehende US-amerikanische Musikgruppe, deren Musik am ehesten unter Avantgarde oder Elektropop einzuordnen ist. Die Gruppe besteht aus den beiden New Yorker Musikerinnen Busy Gangnes und Melissa Livaudais, ehemaligen Mitgliedern der aufgelösten Band Wikkid. Die Bandmitglieder leben in Williamsburg (Brooklyn) und werden der dortigen Musikerszene zugeordnet. Im Januar 2009 erschien das erste Album mit dem Titel Dance Mother, produziert von David Andrew Sitek (TV on the Radio), das unter anderem die Lieder Chrome's on It und So Fine enthält.

## Diskografie

### Alben
- 2009: Dance Mother

### EPs
- 2007: Chrome's on It
- 2008: Farewell Forest